# Janvière du Brésil
Titre
Princesse impériale du Brésil
30 octobre 1835 – 23 février 1845
(9 ans, 3 mois et 24 jours)
Janvière Marie Jeanne Charlotte Léopoldine Candide Françoise Xavière de Paule Michelle Gabrielle Raphaëlle Gonzague du Brésil (maison de Bragance), princesse impériale du Brésil, infante de Portugal, puis par son mariage, comtesse d’Aquila et princesse des Deux-Siciles, est née le 11 mars 1822 à Rio de Janeiro, au Brésil, et est décédée le 13 mars 1901, à Nice, en France. Deuxième fille de l’empereur-roi Pierre Ier / IV du Brésil et du Portugal, elle fut l’héritière présomptive de son frère Pierre II du Brésil de 1831 à 1845.

## Biographie

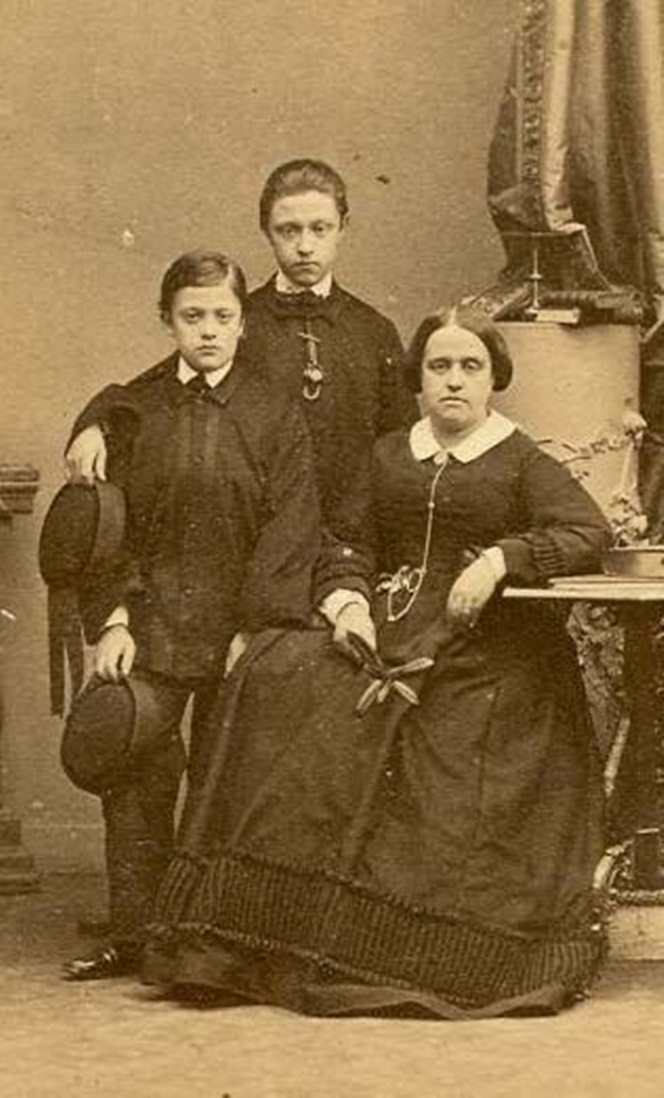
La princesse Janvière et ses fils Louis et Philippe des Deux-Siciles.

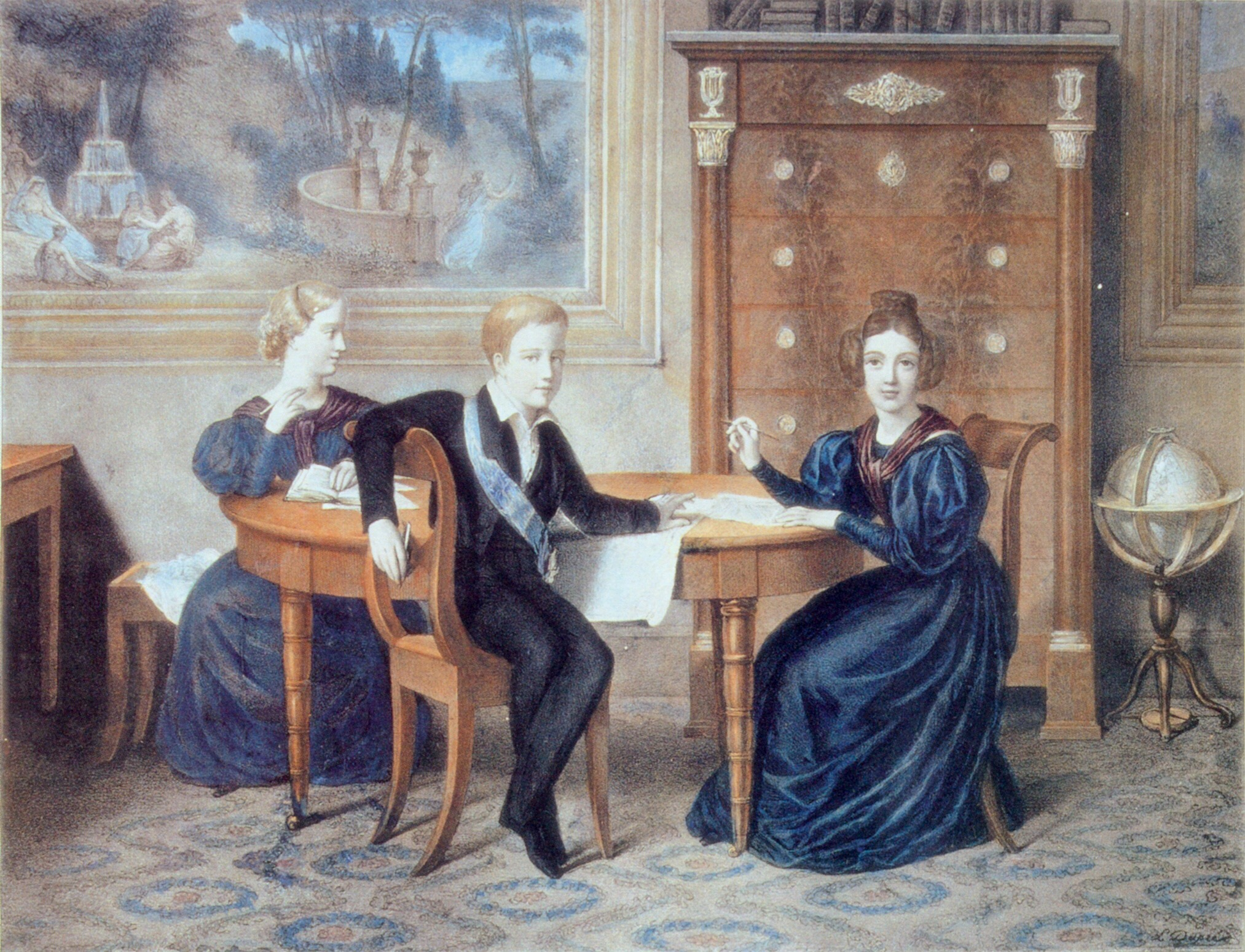
De gauche à droite, Françoise, Pierre II et Janvière du Brésil en habits de deuil après la mort de leur père en 1834.

Née au palais de Saint-Christophe quelques mois avant l'indépendance du Brésil, la petite Janvière est prénommée ainsi en l'honneur de la ville de Rio de Janeiro, où sa famille a trouvé refuge peu après l'invasion du royaume de Portugal par les troupes napoléoniennes, en 1807. Une fois son père proclamé empereur du Brésil, le 7 septembre 1822, la petite fille reçoit le surnom de « princesse de l'indépendance »,.
Orpheline de mère en 1826, la princesse Janvière assiste, en 1831, à l'abdication et au départ de Pierre Ier qui choisit de retourner en Europe pour restaurer sa fille aînée, Marie II, sur le trône de Portugal. Âgée d'à peine neuf ans et désormais princesse impériale du Brésil, elle se retrouve donc seule, à Rio, avec ses sœurs cadettes, les princesses Paule Marianne et Françoise, et son petit frère, l'empereur Pierre II, âgé de seulement cinq ans.
Les années passant et la régence instaurée par Pierre Ier se montrant de plus en plus incapable d'assurer la cohésion du Brésil, de nombreuses voix s'élèvent, dans le pays, pour nommer Janvière à la tête du pouvoir en attendant la majorité de son frère. Cependant, la princesse se montre réticente à assumer une telle charge politique et la majorité de Pierre II est finalement avancée, en 1841, pour qu'il puisse gouverner directement le pays.
Après un premier projet matrimonial avec un prince de Savoie, la princesse Janvière épouse, en 1844, le prince Louis de Bourbon-Siciles, comte d'Aquila et frère de l'impératrice Thérèse-Christine du Brésil. Cependant, le prince ne s’entend pas avec Pierre II et Janvière et son époux ne tardent pas à quitter le Brésil pour s’installer dans le royaume des Deux-Siciles.
En 1845, Janvière perd son statut d'héritière du trône brésilien avec la naissance de son neveu, le prince Alphonse.
Quinze ans plus tard, en 1860, l’expédition des Mille de Giuseppe Garibaldi renverse la dynastie des Bourbon-Siciles et termine d'unifier l’Italie. Janvière et sa famille s’installent alors en France, où la princesse termine ses jours en 1901. Elle est inhumée au cimetière du Père-Lachaise (90e division).

## Ascendance
La princesse Janvière est la deuxième fille et le quatrième enfant de l’empereur-roi Pierre Ier / IV du Brésil et du Portugal (1798-1834) et de sa première épouse l’archiduchesse Marie Léopoldine d'Autriche (1797-1826). 
Par son père, Janvière est donc la petite-fille du roi Jean VI du Royaume-Uni de Portugal, du Brésil et de l’Algarve (1767-1826) et de son épouse l’infante Charlotte d'Espagne (1775-1830.
Par sa mère, elle descend de l’empereur François Ier d’Autriche (1768-1835) et de sa femme la princesse Marie-Thérèse des Deux-Siciles (1772-1807). 
Elle est par ailleurs la sœur de la reine Marie II de Portugal (1819-1853) et de l’empereur Pierre II du Brésil (1825-1895).

## Descendance
Le 28 avril 1844, elle épouse, à Rio de Janeiro, le prince Louis de Bourbon-Siciles (1824-1897), comte d'Aquila et fils du roi François Ier des Deux-Siciles (1777-1830) et de son épouse l'infante Marie Isabelle d'Espagne (1806-1878). De cette union naissent quatre enfants :
- Louis de Bourbon-Siciles (1845-1909), 1er comte de Roccaguglielma, qui épouse morganatiquement Maria Amelia Bellow-Hamel y Penot (1847-1914)[5]. D'où deux enfants :
  - Louis de Bourbon-Siciles, 2e comte de Roccaguglielma (1873-1940), marié à Fanny Greco di Chiaramonte (1905-1977) ; d'où trois enfants.
  - Marie Januaria de Bourbon-Siciles (1870-1941), mariée à William Louis Freeman (1845-1907), descendant présumé du duc de Berry ; d'où trois enfants.
- Marie-Isabelle (1846-1859), princesse des Deux-Siciles.
- Philippe (1847-1922), prince des Deux-Siciles, qui s'unit morganatiquement à Flora Boonen. Sans postérité.
- Marie-Emmanuel (1851-1851), prince des Deux-Siciles ; mort en bas âge.

## Ville éponyme
La ville brésilienne de Januária, dans le Minas Gerais, a été baptisée ainsi en l’honneur de cette princesse impériale en 1833.